# 泉龍院 (長野県豊丘村)
泉龍院(せんりゅういん)は長野県下伊那郡豊丘村河野地区にある曹洞宗の寺院。山号を池康山と称する。本尊は十一面観世音である。

## 歴史
寺伝によれば、この地域を収めていた、知久氏が、永享11年(1439年)遠州大洞院、如仲禅師の弟子物外性応を請じて開山始祖とし、別地にあった寺院を現在地に移し、大洞院の末寺として曹洞宗に改変、知久氏に庇護され寺運も隆盛する。天文23年(1554年)武田信玄と知久氏の戦火により泉龍院は焼失、衰退する。
徳川家康天下統一、慶長6年(1601年)知久則直、知久阿島領主として復権し、泉龍院も14世外山梵教和尚、二代知久直政の長子直明を中興の開基に仰ぎ、再建復興する。
昭和18年(1943年)大東亜戦争時、梵鐘を供出、現存する梵鐘は昭和32年(1957年)36世隆英和尚時、京都三和梵鐘鋳造所が鋳造した梵鐘である。
山門は昭和57年(1982年)に豊丘村指定有形文化財に指定されている。経蔵と並んで衆寮があったが現在は廃堂となり、その敷地に三色藤が植えられ、藤の名所になっている。

## 境内
- 本堂 - 明和7年(1770年)建立、22世　釣宝英千和尚。奥行9間(16.4m)、間口12間(21.8m)、高さ8間1尺(14.8m)。
- 鐘楼 - 文化12年(1815年)建立、26世　快芳悦巌和尚。竪3間(5.5m)、横3間(5.5m)、高さ5間2尺5寸(9.9m)。
- 山門 - 文政元年(1818年)建立、26世　快芳悦巌和尚。奥行3間半(6.4m)、間口4間(7.3m)、高さ7間6寸(12.9m)の2層楼。4面に雄渾秀麗なる彫刻を施してあり、この彫刻は立川和四郎の弟子、小松松四郎作と言われている。上層楼内の内陣は7畳敷で漆黒の須弥壇の上に、16羅漢像が安置されている[1]。

## 画像

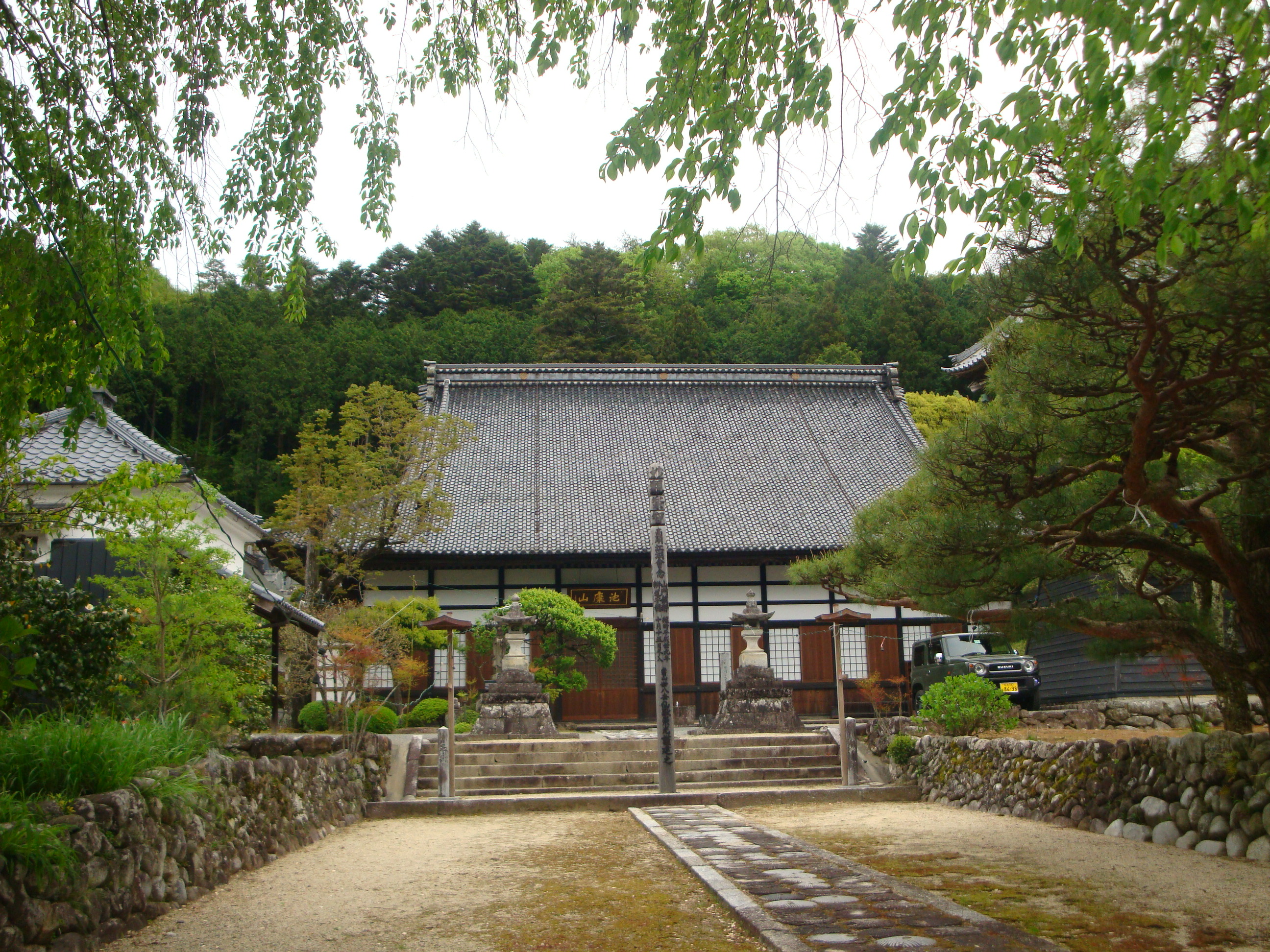
泉龍院　本堂
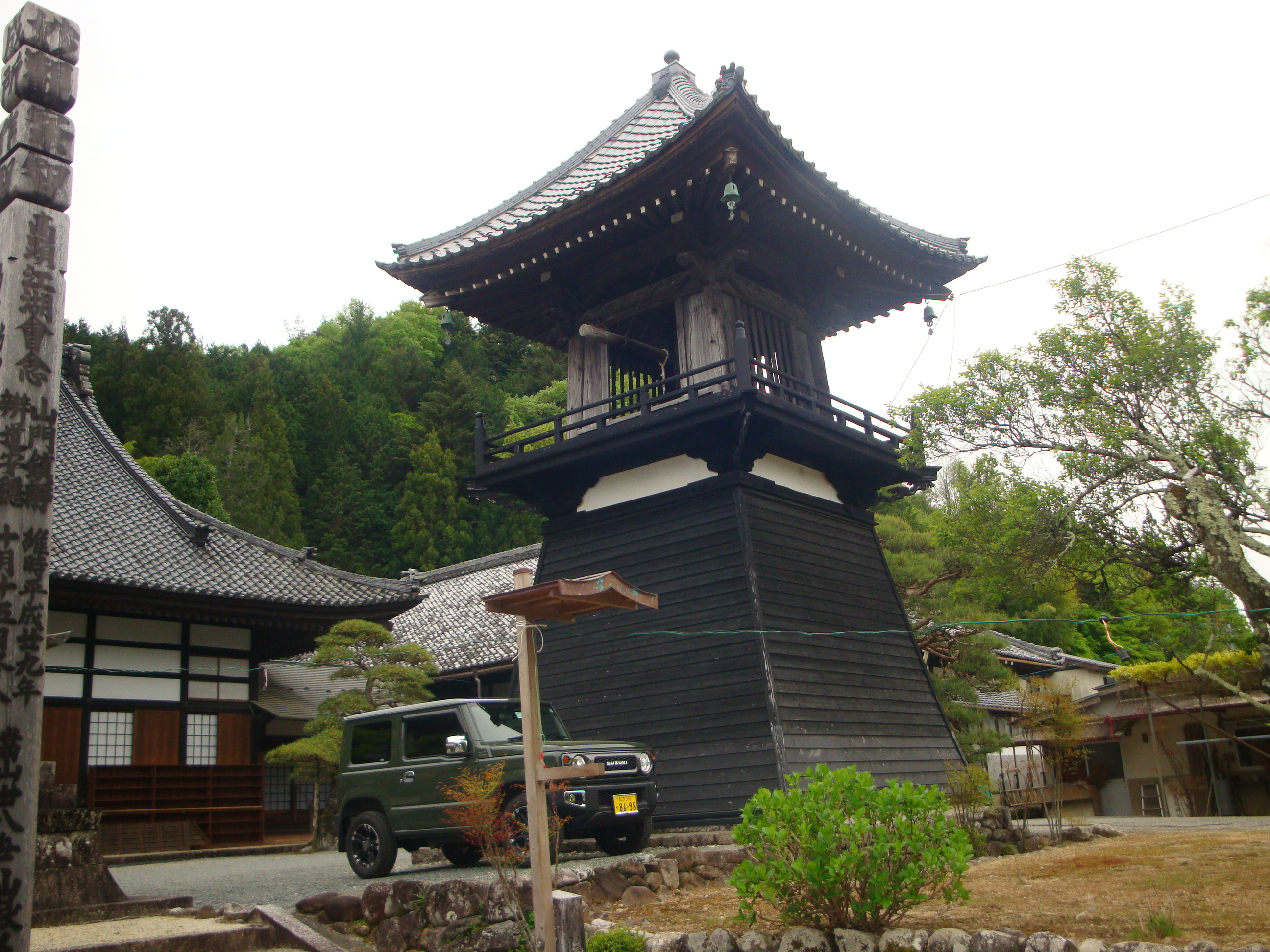
泉龍院　鐘楼
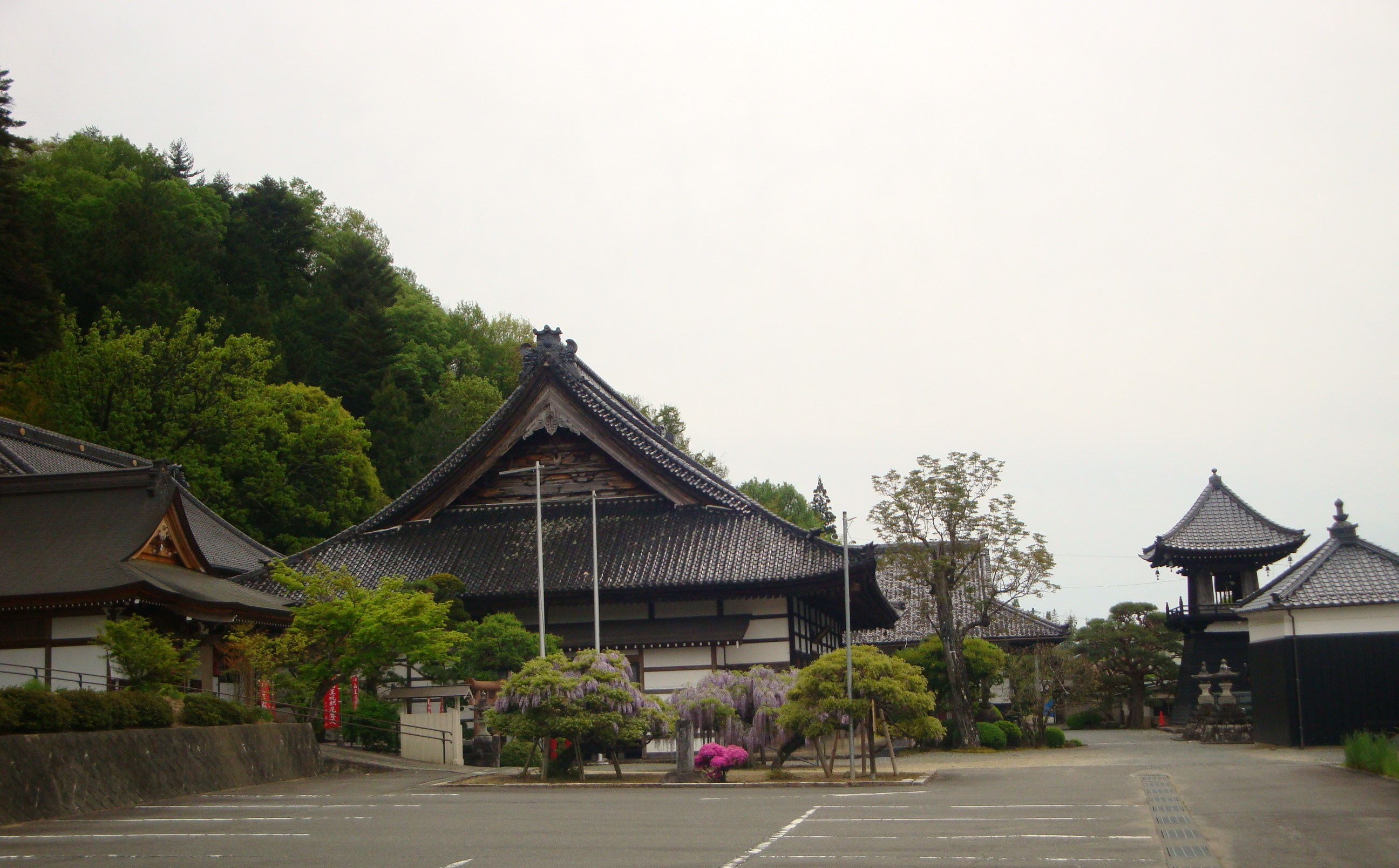
泉龍院　本堂周辺
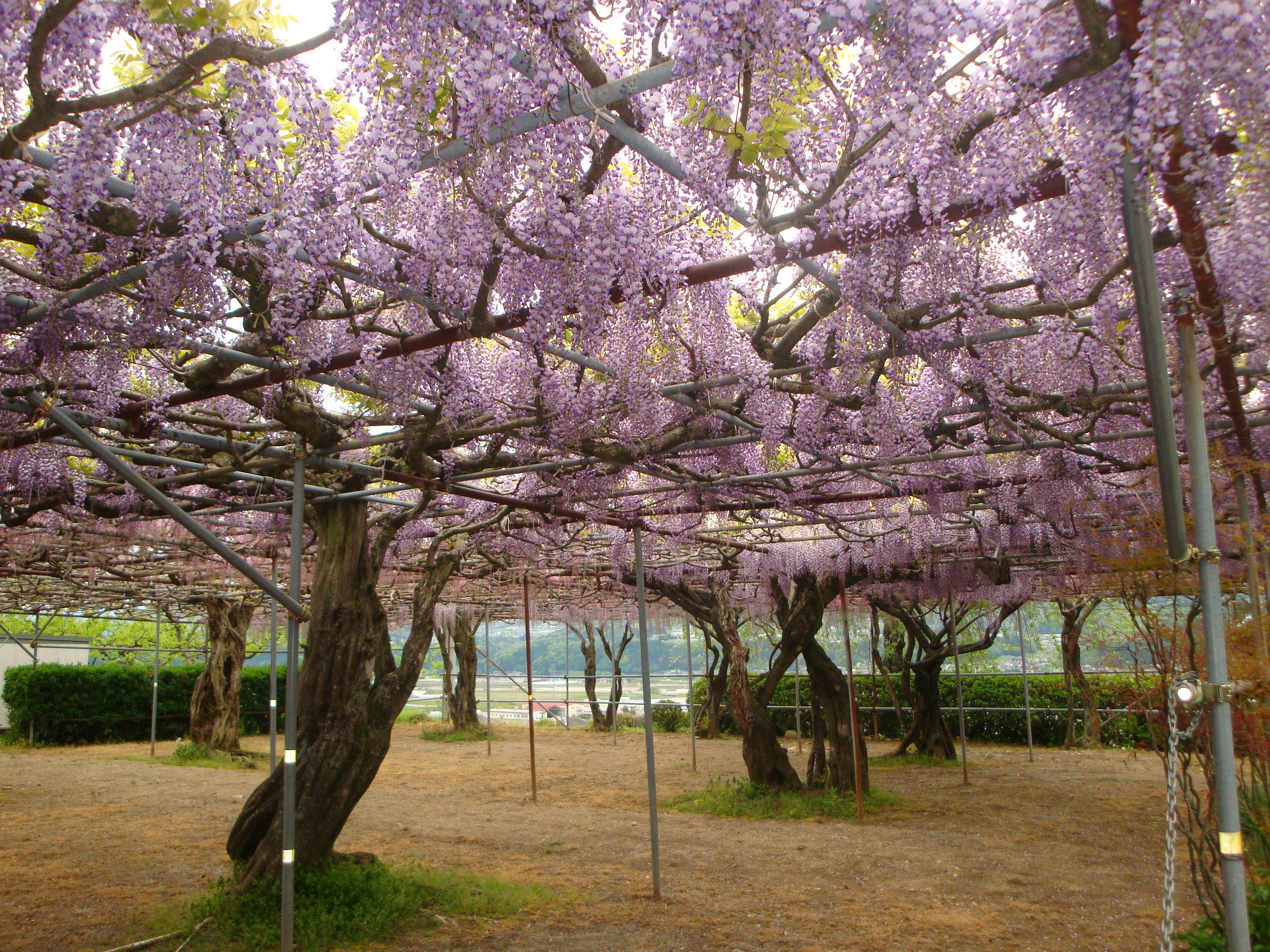
泉龍院　三色藤

## 所在地
- 長野県下伊那郡豊丘村河野3461

## 交通
- JR東海　飯田線山吹駅より2.3km、車で5分
- 中央自動車道松川インターチェンジより7km、車で18分